# Krapina (fiume)
Il Krapina è un fiume croato che scorre attraverso la contea di Krapina-Zagorje e la contea di Zagabria. È un affluente della Sava. La confluenza del fiume Krapina nel fiume Sava è vicino a Zaprešić. La sua lunghezza è 66,9 km  e il suo bacino copre un'area di 1237 km².
I parametri idrologici di Krapina sono regolarmente monitorati presso Kupljenovo.
L'etimologia del nome "Krapina" non è chiara ma secondo una teoria potrebbe derivare dal latino carpinus.